# Zanichelli

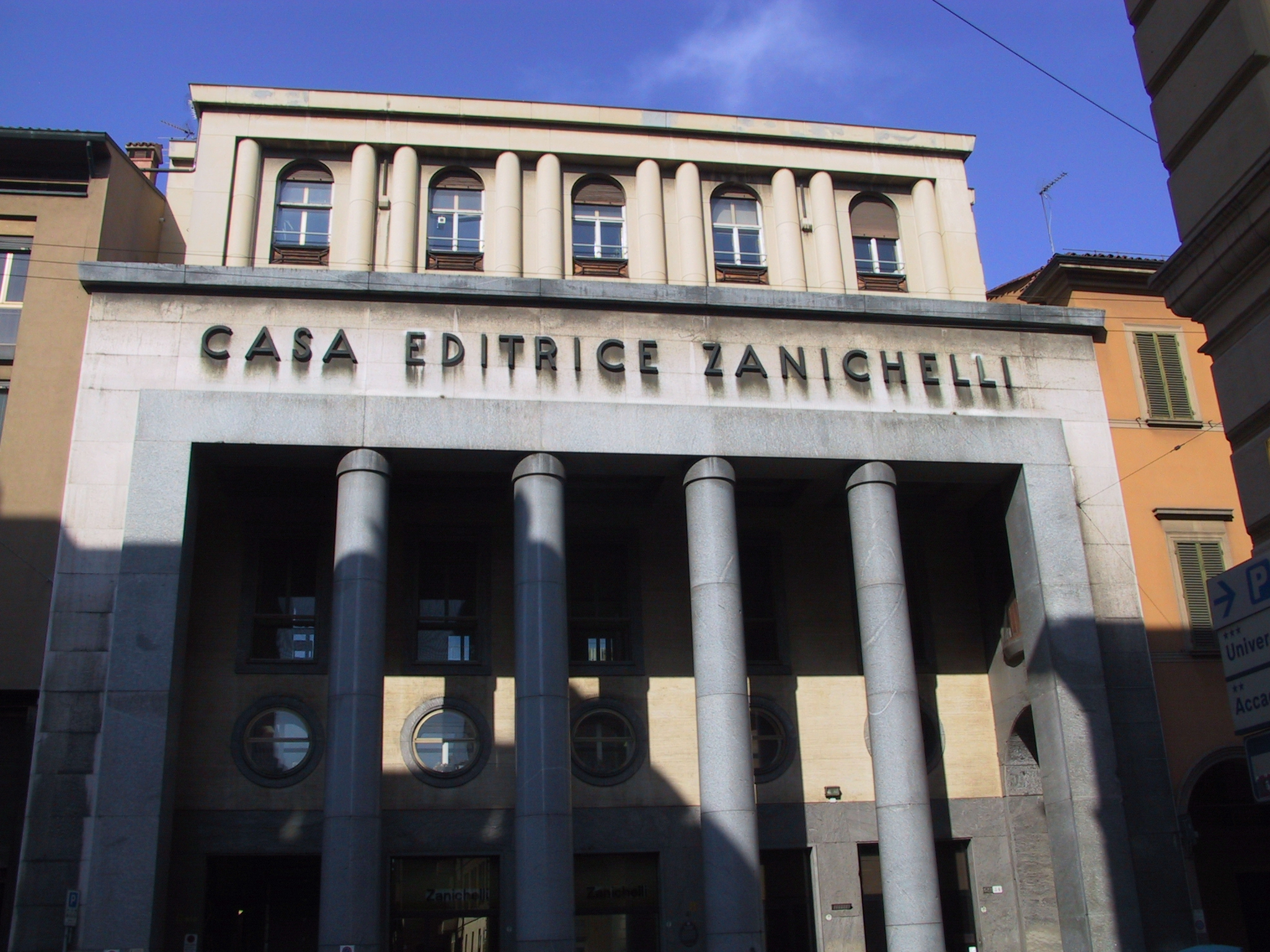
Fachada de la sede central de Casa Zanichelli, construida en los años treinta, sita en vía Irnerio a Bolonia

Zanichelli Editore S.p.A. es una casa editoral italiana.
Publica principalmente libros de texto escolares, universitarios y profesionales (jurídicos y de medicina), diccionarios, obras de consulta y, en menor medida, ensayos y divulgación científica.

## Historia
La sociedad fue fundada en Modena en el 1859 de Nicola Zanichelli. Desde 1866 se establece en Bolonia. Fue la primera en traducir a italiano Sobre el origen de las especies de Charles Darwin (1864) y Sobre la teoría especial y general de la relatividad de Albert Einstein (1921).
Zanichelli comenzó a integrar a instrumentos digitales multimedia junto a sus libros de texto a partir del año 2010. 

### Estructura corporativa
La casa editorial fue constituida como sociedad anónima en el año 1906, con un accionariado distribuido. Los efectos de la Gran Depresión provocaron una situación económica crítica, solucionada con la adquisición (en parte coordinada por Mussolini) por parte del financiero turinés Isaia Levi, senador italiano y cuñado del matemático Federigo Enriques.
Levi puso a la cabeza de la compañía a Ezio della Monica y, en el 1946, transfirió las propias acciones al nieto Giovanni Enriques y a sus hermanas; Giovanni Enriques asumió la Presidencia de la sociedad en el 1948, adquirió las acciones de las hermanas y dirigió la sociedad desde 1962: desde entonces la gestión ha sido asumida por los miembros de la familia Enriques.
En el 1982 se inicia la colaboración con la casa editora ferrarana Italo Bovolenta Editore, que publica los textos de química de Mario Rippa.
En el 1987 se adquiere la Casa Editrice Ambrosiana de Milán. En 1989, toma el control de la casa editora Loescher de Turín, que en el 2013 releva el catálogo de la editoral D'Anna. Al inicio del 2016 adquiere la casa editora Atlas de Bergamo.

## Publicaciones

### ElVocabolario della lingua italianade Nicola Zingarelli (el "Zingarelli")
En 1941, Zanichelli pública el Vocabolario della lingua Italiana de Nicola Zingarelli, publicado a fascículos en el 1917 y de forma completa en 1922.

### Otras publicaciones
Anualizado son también el diccionario de inglés de Giuseppe Chiquillos, el Atlante y el Nuevo Atlante Histórico. 
En el campo de las obras jurídicas, en 1946 Zanichelli pública el Commentario del Codice Civile, el Commentario della legge Fallimentare y el Commentario della legge Fallimentare, numerosas obras profesionales y para la universidad y los códigos (Codice civile e leggi collegate a cura de Giorgio De Nova, Codice di procedura civile e leggi collegate a cura de Corrado Hierros).
El catálogo de diversa, contiene, entre la otro, teste de arquitectura, ciencias naturales, alpinismo, jardinería, fotografía, gráfica, náutica, deporte. Entre estos el Dizionario dei film de Laura, Luisa y Morando Morandini.

## Grupo editorial
El grupo comprende otras editoriales escolares y jurídicas:
- Italo Bovolenta Editore S.p.A
- Laboravi Fidenter S.r.l. (sociedad financiera del grupo)
- Loescher
- D'Anna
- Atlas
- Casa Editora Ambrosiana (CEA)
- CLITT
- Franco Lucisano Editore

Además publica libros en coedición junto con la editorial milanesa Franco Lucisano Editore.